# Thoresby Hall
Thoresby Hall é uma casa senhorial e parque do século XIX situada em Budby, Nottinghamshire, a cerca de 4 km a norte de Ollerton. Trata-se de uma das quatro casas senhoriais e propriedades vizinhas conhecidas como The Dukeries, no norte de Nottinghamshire, todas elas ocupadas por Duques em determinada altura da sua história. O edifício é construído em cantaria de pedra com acabamento rugoso, com elementos decorativos em cantaria lisa. Apresenta quatro andares e planta quadrada, organizada em torno de um pátio central, com nove vãos de janelas na fachada principal e oito em profundidade.

## História
Robert Pierrepont, 1.º Conde de Kingston-upon-Hull, adquiriu as terras de Thoresby em 1633, tendo sido morto na Guerra Civil em 1643. O seu filho, Henry Pierrepont, 2.º Conde, mandou construir a primeira grande casa senhorial por volta de 1670, sendo a autoria atribuída ao arquitecto Talman. A casa foi posteriormente remodelada para William Pierrepont, 4.º Conde, entre 1685 e 1687, provavelmente por Benjamin Jackson, após o Conde ter obtido, em 1683, autorização para criar o parque através da demarcação de terras provenientes da Floresta de Sherwood. Foi nesta casa que nasceu, em 1689, Mary Pierrepont, futura esposa de Edward Wortley Montagu.
A propriedade foi herdada por Evelyn Pierrepont, 2.º Duque de Kingston-upon-Hull (1711–1773), que combateu na Batalha de Culloden em 1746 e durante cujo domínio a casa foi destruída por um incêndio nesse mesmo ano. Vinte anos mais tarde, entre 1767 e 1772, o arquitecto John Carr construiu uma nova residência no mesmo local. O parque foi ajardinado na mesma época por Humphry Repton.
Após a morte do 2.º Duque em 1773, a propriedade foi legada à sua esposa, Elizabeth Chudleigh, anteriormente casada com o Conde de Bristol. Na sequência de um processo judicial amplamente mediatizado, foi declarado que o casamento com o Duque havia sido bigâmico, pelo que, após o seu falecimento em 1786, foi obrigada a restituir a propriedade ao sobrinho do Duque, Charles Medows, oficial da Marinha Real. Este viria a adoptar o apelido Pierrepont e foi mais tarde criado 1.º Conde Manvers.
Em 1868, Sydney Pierrepont, 3.º Conde Manvers, encarregou o renomado arquitecto de casas senhoriais Anthony Salvin de demolir a residência existente e de a substituir pela actual casa, erguida 500 metros a norte da anterior. Concluída em 1871, a nova construção mede 55 metros nas fachadas leste e sul, e 48 metros na fachada oeste. O impressionante Grande Salão, com galeria para músicos na extremidade ocidental, tem 19 metros de comprimento e 14 metros de altura.
A propriedade foi posteriormente herdada por Gervas Pierrepont, 6.º Conde Manvers, que faleceu em 1955 sem herdeiros varões, o que ditou a extinção do título. A casa permaneceu na posse da sua esposa, a Condessa Manvers, e da filha de ambos, Rozelle Raynes.
Com o intuito de minimizar o risco percebido de abatimento do solo decorrente da exploração mineira de carvão, os edifícios foram vendidos ao National Coal Board em 1979, sendo posteriormente alienados no mercado aberto dez anos mais tarde. Em 2020, esses receios vieram a confirmar-se, quando estruturas mineiras abandonadas cederam sob a propriedade, exigindo a realização de obras de reparação por parte da Coal Authority.
O núcleo central da colecção de mobiliário de Thoresby foi preservado pela família, que construiu uma nova residência do outro lado do lago, tendo o restante espólio sido leiloado pela Sotheby's em 1989. Após ter passado por diversos proprietários, o imóvel foi adquirido pela Warner Leisure Hotels. Antes da sua inauguração, em 2000, como hotel de campo com 200 quartos e instalações de spa, foi acrescentada uma nova ala de quartos à casa de Salvin, com uma área total de 8.400 metros quadrados.
O Royal Lancers and Nottinghamshire Yeomanry Museum ocupa actualmente parte do pátio interior, o qual se encontra aberto ao público como espaço comercial.